# Roger Courtois
Roger Courtois (Genebra, 30 de maio de 1912 - 5 de maio de 1972) foi um futebolista francês nascido na Suíça que atuava como atacante.
Duas vezes artilheiro e duas vezes campeão do campeonato francês pelo Sochaux, ele competiu na Copa do Mundo FIFA de 1934, sediada na Itália.